# Ligne de tramway Péruwelz - Bon-Secours
La ligne Péruwelz - Bon-Secours appelée localement le tram à k'vaux, est une ancienne ligne de tramway hippomobile qui reliait Péruwelz à Bon-secours dans la province de Hainaut en Belgique entre 1880 et 1914.

## Histoire
À la fin du XIXe siècle, François Delattre et Édouard Pilverdier obtiennent la concession d'une ligne à traction hippomobile reliant la gare de Péruwelz à la basilique Notre-Dame dans la commune de Bon-secours. La ligne est mise en service le 30 mai 1880. À partir de 1902, elle donne correspondance à la gare de Péruwelz à la ligne de tramway vicinal 420 Tournai - Péruwelz (son terminus est situé un peu plus loin rue de la Verte Louche).
Le trafic est interrompu en 1914 du fait de la guerre, l'occupant allemand réquisitionne les voies, le matériel et les chevaux pour le transport de blessés, il réalise également un raccordement depuis le boulevard Léopold III vers l'Institut des Frères Maristes, rue de Blaton, transformé en hôpital.
Le trafic ne reprendra pas après la guerre et les voies sont démontées en 1923/1924. Ce n'est qu'en 1953 qu'un service est rétabli entre les deux communes, la ligne d'autobus 8 Tournai - Péruwelz remplaçant les tramways de la ligne 420 Tournai - Péruwelz depuis le 23 août 1953 est prolongée le 18 octobre 1953 depuis la gare de Péruwelz vers Bon-secours.

## Infrastructure

### Voies et tracés
La ligne est construite intégralement en voie unique, aucun document ne semble attester de la présence d'évitements le long de la ligne, ou au terminus de Bon-Secours. Le terminus de la gare de Péruwelz a connu deux dispositions : l'une avec une voie unique aboutissant le long du trottoir devant la gare et l'autre plus au milieu de la chaussée comportant un évitement.